# جيم كونينغهام
جيم كونينغهام (1935 في الولايات المتحدة - 17 ديسمبر 1991) (بالإنجليزية: Jim Cunningham)‏ هو مدرب كرة سلة ولاعب كرة سلة أمريكي في مركز مدافع مسدد الهدف.

## وصلات خارجية
- جيم كونينغهام على موقع سبورتس رفرنس (الإنجليزية)
- جيم كونينغهام على موقع كلية كرة السلة في سبورتس رفرنس.كوم (الإنجليزية)
- جيم كونينغهام على موقع ريلجم (الإنجليزية)